# مانع الخثار
مانع الخثار (بالإنجليزية: antithrombotic)‏ هو الدواء الذي يقلل من تكوين الجلطات الدموية (الخثرة). يُمكن استخدام مانعات الخثار علاجياً للوقاية (الوقاية الأولية، الوقاية الثانوية) أو العلاج من حالة تجلط الدم خطيرة (الجلطة الحادة). تنشر الكلية الأمريكية لأطباء الصدر بالولايات المتحدة، المبادئ التوجيهية السريرية للأطباء بخصوص استخدام هذه الأدوية لعلاج ومنع مجموعة متنوعة من الأمراض.

## الإجراءات
تؤثر مانعات الخثار في عمليات تخثر الدم المختلفة:
- الأدوية المضادة للصفيحات تحد من انتقال أو تجمّع الصفائح الدموية.
- مضادات التخثر تحد من قدرة الدم على التجلط.
- الأدوية التخثر تعمل على إذابة الجلطات بعد تشكيلها.